# Amine Sbaï
Amine Sbaï, né le 5 novembre 2000 à Sidi Kacem au Maroc, est un footballeur franco-marocain il évolue au poste d'ailier à Al-Fateh SC.

## Biographie
Amine Sbaï naît le 5 novembre 2000 à Sidi Kacem au Maroc. Il a deux frères aînés dont Salaheddine Sbaï qui est un footballeur international marocain ayant notamment joué au Nîmes Olympique (NO). C'est au sein de ce club qu'Amine, qui grandit à Nîmes, débute le football. En 2016, il n'est pas conservé par le NO en raison de prédispositions athlétiques et physiques insuffisantes selon le directeur du centre de formation. Il rebondit alors à Nîmes Lasallien en U17 puis à l'Entente Perrier Vergèze la saison suivante en U19 au niveau régional. Il est ensuite repéré par le Castelnau-Le Crès FC où il évolue en U19 nationaux sous les ordres de Cyril Jeunechamp.
Après quelques essais dans des clubs professionnels français, il débute en 2019 sa carrière sénior à l'Olympique d'Alès en Cévennes (OAC) en National 3 avec un contrat de deux ans. Rapidement performant en étant le meilleur buteur de l'équipe, Sbaï profite du parcours de l'OAC en Coupe de France lors de la saison 2020-2021 pour se distinguer et signer avec le FC Sète 34 en National. Recruté en tant que remplaçant, il réussit à s'imposer progressivement au sein de l'équipe héraultaise avant d'en devenir un titulaire régulier au cours de la saison 2021-2022 durant laquelle il inscrit 6 buts en championnat. Positionné ailier gauche et parfois en meneur de jeu, il participe activement au maintien du club en National.
Ses performances lui permettent de signer un premier contrat professionnel de trois ans avec le Grenoble Foot 38 (GF38) qui évolue en Ligue 2. Après une première saison d'adaptation où il est malgré tout régulièrement aligné, il devient un membre important de l'équipe à partir de la suivante. En janvier 2024, il prolonge ainsi son contrat avec le GF38 jusqu'en juin 2026.

## Statistiques
| Saison                | Club                  | Championnat           | Championnat | Championnat | Coupe(s) nationale(s) | Coupe(s) nationale(s) | Total | Total |
| Saison                | Club                  | Division              | M.          | B.          | M.                    | B.                    | M.    | B.    |
| 2019-2020             | Olympique d'Alès      | National 3            | 15          | 5           | 6                     | 2                     | 21    | 7     |
| 2020-2021             | Olympique d'Alès      | National 3            | 6           | 5           | 7                     | 4                     | 13    | 9     |
| Sous-total            | Sous-total            | Sous-total            | 21          | 10          | 13                    | 6                     | 34    | 16    |
| 2021-2022             | FC Sète 34            | National              | 29          | 6           | 1                     | 0                     | 30    | 6     |
| Sous-total            | Sous-total            | Sous-total            | 29          | 6           | 1                     | 0                     | 30    | 6     |
| 2022-2023             | Grenoble Foot 38      | Ligue 2               | 27          | 0           | 5                     | 3                     | 32    | 3     |
| 2023-2024             | Grenoble Foot 38      | Ligue 2               | 28          | 6           | 2                     | 0                     | 30    | 6     |
| Sous-total            | Sous-total            | Sous-total            | 55          | 6           | 7                     | 3                     | 62    | 9     |
| Total sur la carrière | Total sur la carrière | Total sur la carrière | 105         | 22          | 21                    | 9                     | 126   | 31    |